# Les Matelles
Les Matelles település Franciaországban, Hérault megyében. Lakosainak száma 2068 fő (2022. január 1.). Les Matelles Cazevieille, Murles, Prades-le-Lez, Saint-Clément-de-Rivière, Saint-Gély-du-Fesc, Saint-Jean-de-Cuculles, Le Triadou és Viols-en-Laval községekkel határos.

## Népesség
A település népességének változása:
| Lakosok száma | 328  | 780  | 1150 | 1548 | 1943 | 1991 | 2003 | 2005 | 2026 | 2068 |
|               | 1968 | 1982 | 1990 | 2006 | 2013 | 2015 | 2017 | 2019 | 2020 | 2022 |